# Dyanne Thorne
Dyanne Thorne (14. října 1936, Greenwich, Connecticut, USA – 28. ledna 2020) byla americká herečka, pin-up girl, modelka a showgirl.

## Herecká kariéra
Vystupovala též pod pseudonymy Lahna Monroe, Rosalee Stein a  Diane Thorne. Hrála v několika erotických i neerotických filmech. Známou se však stala díky své roli Ilsy v kultovním erotickém snímku Dona Edmondse Ilsa: vlčice SS, kde ztvárnila brutální blonďatou uřvanou velitelku koncentračního tábora, který má asi dvacet vězeňkyň, na nichž Ilsa a její kolegyně provádějí mučivé „vědecké“ pokusy a taktéž je sexuálně zneužívají. Ačkoliv film není historicky věrohodný a podle názorů mnohých ani dobře natočený, získal si určitou skupinu skalních příznivců, kteří si právě Dyanne Thorne cení pro její vystupování, poprsí i figuru.
Ve velmi volných pokračováních série filmů s Ilsou si Dyanne Thorne zahrála ještě v Ilsa, Harem Keeper of the Oil Sheiks a Ilsa, the Tigress of Siberia. Film Ilsa, the Wicked Warden, kde hlavní hrdinka vystupuje jako vedoucí ženské věznice (a mučí své vězeňkyně) nesl původně název Greta, Haus ohne Männer, ale kvůli komerčnímu úspěchu Ilsy byl přejmenován. Dyanne Thorne si zahrála též v parodii na špionážní filmy The President's Analyst či v jednom díle Star Treku s názvem A Piece of the Action (česky: Podíl z akce).
Herečka propagovala zdravý životní styl. Žila se svým manželem Howardem Maurerem v nevadském Las Vegas.

## Vybraná filmografie
- Sin in the Suburbs (1964) … Yvette Talman
- Point of Terror (1971) … Andrea
- The Erotic Adventures of Pinocchio (1971)
- Blood Sabbath (1972) … Alotta
- Ilsa: vlčice SS (1975) … Ilsa
- Ilsa, Harem Keeper of the Oil Sheiks (1976) … Ilsa
- Ilsa, the Tigress of Siberia (1977) … Ilsa
- Greta, Haus ohne Männer (1977) (Ilsa, the Wicked Warden) … Greta/Ilsa
- Real Men (1987) … Nickův otec